# NGC 5011A
NGC 5011A (другие обозначения — ESO 269-63, MCG -7-27-41, DCL 526, IRAS13093-4303, PGC 45847) — спиральная галактика с перемычкой (SBc) в созвездии Центавр.
Этот объект не входит в число перечисленных в оригинальной редакции «Нового общего каталога» и был добавлен позднее.